# Barcelone et son parc
Barcelonne et son parc és una pel·lícula documental muda dirigida per Segundo de Chomón, i produïda per a Pathé per Chomón Barcelona. En alguns catàlegs es menciona el documental Barcelone, principale ville de la Catalogne (1912), que probablement és la mateixa pel·lícula amb un títol alternatiu, ja que en cap cas apareixen esmentats els dos títols en una mateixa llista.

## Argument
La pel·lícula constitueix un passeig per diferents llocs de Barcelona. Comença al port, segueix pel Portal de la Pau, amb un immens mercat a l'aire lliure on es veuen gran piles de patates, el monument a Colom, el principi de la Rambla, el Passeig de Colom i, finalment, el Parc de la Ciutadella filmat des d'una barca al voltant de la rotonda que fa de terrassa sobre l'aigua.

## Producció
Aquest curtmetratge va ser un dels filmats per Chomón per Pathé Frères, en els quals filmava diferents llocs d'Espanya. Anteriorment ja havia filmat el 1904 un altre documental sobre Barcelona titulat "Barcelone, parc au crépuscle".